# Drosophila carlosvilelai
Drosophila carlosvilelai este o specie de muște din genul Drosophila, familia Drosophilidae, descrisă de Ana I. Vela și José Albertino Rafael în anul 2001.
Este endemică în Ecuador. Conform Catalogue of Life specia Drosophila carlosvilelai nu are subspecii cunoscute.